# Luzea nigritulus
Luzea nigritulus är en skalbaggsart som först beskrevs av Wilhelm Ferdinand Erichson 1907.  Luzea nigritulus ingår i släktet Luzea, och familjen kortvingar. Arten förekommer tillfälligt i Sverige, men reproducerar sig inte.